# Mallada meloui
Mallada meloui is een insect uit de familie van de gaasvliegen (Chrysopidae), die tot de orde netvleugeligen (Neuroptera) behoort. 
Mallada meloui is voor het eerst wetenschappelijk beschreven door Navás in 1924.